# 認證互連設計者
認證互連設計者（Certified Interconnect Designer）簡稱CID，是国际电子工业联接协会（IPC）針對有經驗印刷電路板設計專家提出的認證，主要是針對有二年以上印刷電路板設計經驗的人員，以IPC 2221（印制板设计通用标准）、IPC 2222設計標準（刚性有机印制板设计分标准）為準。CID+是CID的進階版本。

## 外部連結
- IPC Designer Certification Program